# ريج ريان
ريج ريان (بالإنجليزية: Reg Ryan)‏ (30 أكتوبر 1925 بدبلن في جمهورية أيرلندا - 13 فبراير 1997 في المملكة المتحدة) هو لاعب كرة قدم أيرلندي في مركز الوسط. شارك مع منتخب أيرلندا لكرة القدم ومنتخب جمهورية أيرلندا لكرة القدم. أما مع النوادي، فقد لعب مع ديربي كاونتي وكوفنتري سيتي ووست بروميتش ألبيون ونونيتون بورو ‏.

## مسيرته الكروية
لعب ريج ريان خلال مسيرته الاحترافية مع 3 أندية في ستة عشر موسمًا وسجل خلالها 67 هدفًا ضمن 432 مباراة. حيث فاز في موسم واحد بالكأس ولم يفز بأي دوري.
خاض ريج ريان مسيرته مع نادي وست بروميتش ألبيون في موسم 1946–47 ليلعب معه تسعة مواسم، مشاركًا في 234 مباراة سجل خلالها 28 هدفًا. ثم انتقل إلى نادي ديربي كاونتي في موسم 1955–56 ليلعب معه أربعة مواسم، حيث شارك في 133 مباراة سجل خلالها 30 هدف. لينتقل بعدها إلى نادي كوفنتري سيتي في موسم 1958–59 واستمر معه طيلة ثلاثة مواسم، مشاركًا في 65 مباراة سجل خلالها 9 أهداف.

## وصلات خارجية
- ريج ريان على موقع قاعدة بيانات كرة القدم.إي يو (الإنجليزية)
- ريج ريان على موقع ناشيونال فوتبول تيمز (الإنجليزية)